# منتخب إيطاليا لهوكي الحقل للرجال
منتخب إيطاليا الوطني لهوكي الحقل للرجال (بالإيطالية: Nazionale di hockey su prato dell'Italia)‏ هو ممثل إيطاليا الرسمي في المنافسات الدولية في هوكي الحقل .